# Maja (Zorn)
Maja ist ein 1900 entstandenes Gemälde des schwedischen Malers Anders Zorn. Das in Öl auf Leinwand gemalte Bild hat eine Höhe von 91,5 cm und eine Breite von 53,5 cm. Dargestellt ist die 23 Jahre alte Maja von Heijne, eine Frau aus der Stockholmer Oberschicht. Zorn malte das lebensnahe Porträt einer jungen Frau mit einem für den Impressionismus typischen Pinselstrich. Nach dem Ölbild fertigte Zorn zudem eine Radierung. Das Gemälde gehört zur Sammlung der Nationalgalerie in Berlin.

## Bildbeschreibung
Anders Zorn hat im Gemälde Maja in Nahsicht das Porträt einer jungen Frau als Kniestück gemalt. Vor dunklem Hintergrund sitzt sie dem Bildbetrachter frontal gegenüber. Ihre Beine sind übereinander geschlagen, die Arme nach vorn ausgestreckt, wobei die Hände das obenliegende rechte Knie umfassen. Sie trägt ein ärmelloses dunkelgrünes Abendkleid, um Hals und Schultern hat sie eine Pelzboa gelegt, deren Enden über die Brust nach unten reichen. Deutlich sind im Pelz zwei Tierköpfe zu sehen, die von Autoren mal als Fuchs und mal als Nerz bezeichnet wurden.
Das etwas zur Seite geneigte Gesicht zeigt wie das Dekolleté und die nackten Arme ein helles Inkarnat. Im Bereich der Wangen ist die Haut leicht rosafarben. Über den dunklen leuchtenden Augen finden sich schmale Augenbrauen. Der Mund ist zu einem Lächeln geöffnet, die Lippen haben einen kräftigen Rotton. Das blonde Haar lässt die Stirn frei und fällt scheinbar ungeordnet zur Seite. Außer dem Pelz trägt die Dargestellte keinerlei Schmuck, weder an den Händen, noch um den Hals oder an den Ohren. Das Bild wurde „in weich modellierenden Streiflicht“ gemalt, die rechte Gesichtshälfte liegt teilweise im Schattenbereich. Unten links findet sich als Signatur und Datierung der rote Schriftzug „Zorn 1900“. In weiten Teilen des Bildes ist deutlich ein flüchtiger Pinselduktus zu erkennen, wie er typisch ist für die Maler des Impressionismus. Die Autorin Christiane Meixner erkannte im Bildmotiv einer lebenslustigen „femme fatale“ hingegen eher den Einfluss des Symbolismus.
Verschiedene Autoren haben die geglückte Darstellung der jungen Frau gelobt und darüber hinaus ihre positive Ausstrahlung hervorgehoben. Carl G. Laurin sprach 1910 in seiner Würdigung des Bildes von einer typischen „gesunden und glücklichen Schwedin“ und unterstrich die natürliche Haltung der Porträtierten. Der deutsche Kunstkritiker Karl Scheffler äußerte sich 1912 in Bezug auf das Gemälde Maja und lobte dabei Anders Zorn als „weltmännischen Könner von vielen Graden“. 1980 sahen Gerhard R. Meyer und Gerhard Murza in dem Porträt einer „blühenden jungen Frau“ ein „besonders geglücktes Bildnis“ und lobten die Qualität des Gemäldes als Beispiel von Zorns „ausgezeichneten Bildnismalerei“. 2012 betonte Cecilia Lengefeld, Zorns Maja strahle „vitale Lebensfreude“ aus. Angelika Wesenberg hielt 2017 fest, die Dargestellte sei „voll sprühender Lebendigkeit“ gemalt und Zorn habe „das freundlich-offene Wesen“ der Maja erfasst.

## Das Porträt einer Frau aus der Oberschicht

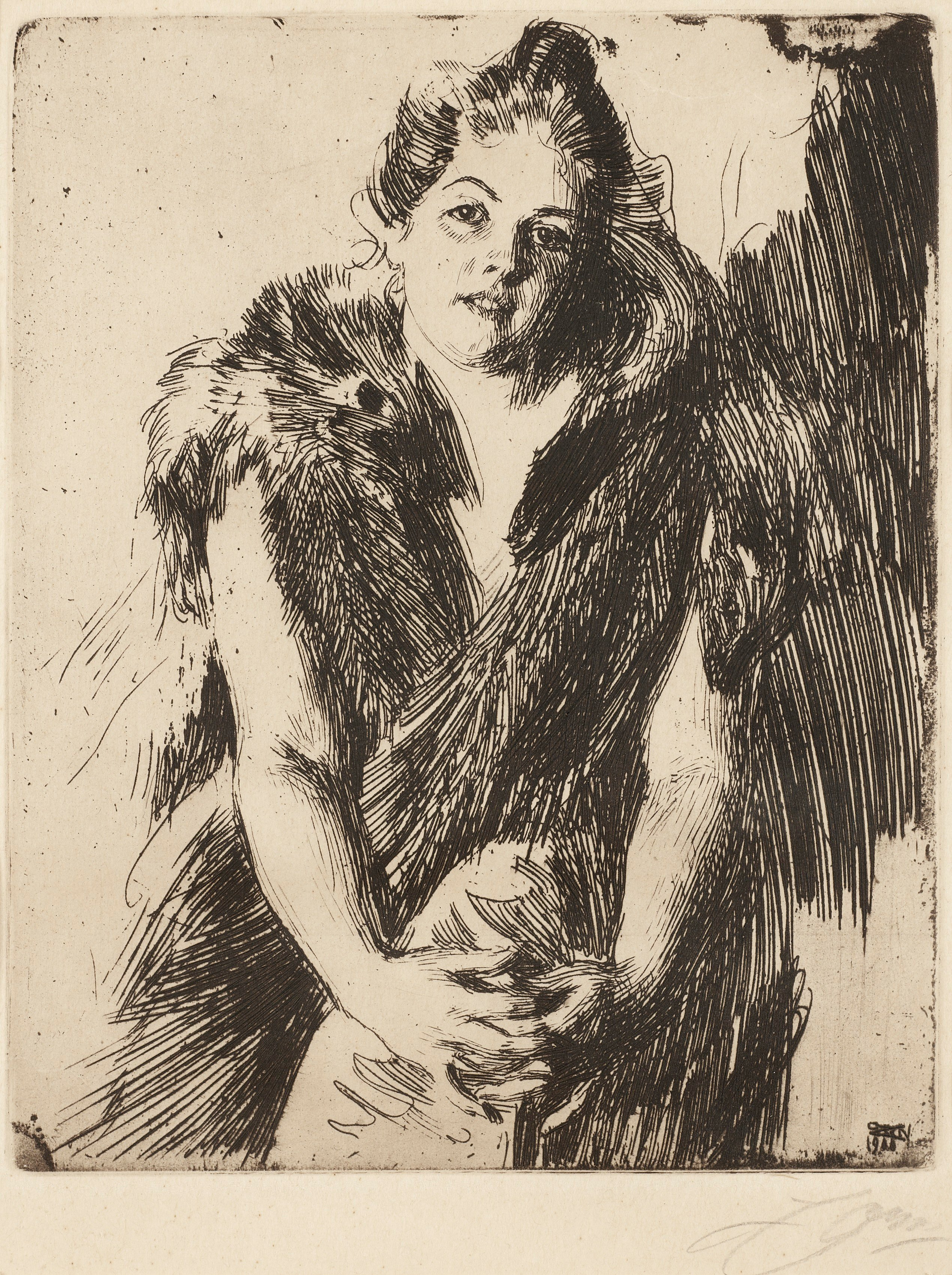
Anders Zorn: Maja, Radierung

Im Gemälde Maja porträtierte Zorn die 22 Jahre alte Schwedin Maja (eigentlich Maria) von Heijne. Sie stammte aus einer Adelsfamilie und kam 1877 in Stockholm zur Welt. Über ihr Leben ist insgesamt wenig bekannt. Sie heiratete 1902 den wohlhabenden Unternehmer Knut Fredrik Ljunglöf junior. Aus dieser Ehe gingen zwei Kinder hervor. Maja Ljunglöf starb bereits 1910 im Alter von 32 Jahren.
Zorn hat das Gemälde 1900 bei einem Besuch in Stockholm begonnen und später an seinem Wohnsitz in Mora vollendet. Das Bild war keine Auftragsarbeit, sondern entstand aus Zorns Faszination für die Dargestellte. Er fühlte sich angezogen von „dieser herrlichen Frau, die meine männlichen Sinne reizte“, wie er in seinen autobiografischen Notizen vermerkte. Nach dem Gemälde schuf Zorn eine Radierung, wobei die davon gefertigten Drucke das Motiv seitenverkehrt zeigen. Für die Autoren Gerhard R. Meyer und Gerhard Murza ist diese Grafik ein „prachtvolles Beispiel der vollendeten Radierkunst des Anders Zorn“.
Frauen sind ein wiederkehrendes Motiv im gesamten Schaffen von Anders Zorn. Er malte sie als badende Nymphen, als Bäuerinnen, als alte Frauen, als alltägliche Typen und als mondäne Damen. So schuf er Bilder aus seiner direkten Umgebung wie das 1887 entstandene Porträt Emma Zorn, lesend. Hierin zeigt er seine Ehefrau als am Tagesgeschehen Interessierte. Im Bildnis Margit von 1891 porträtierte eher eine junge Frau aus seiner Heimat Dalarna. Die natürliche Pose der Dargestellten findet sich später auch in anderer Form im Bildnis Maja wieder. Seit den 1890er Jahren war Zorn ein international gefragter Porträtmaler. Er reiste 1893 zur Weltausstellung World’s Columbian Exposition nach Chicago und schuf dort das Porträt der einflussreichen Millionärsgattin Bertha Honoré Palmer. Weitere Aufträge eines zahlungskräftigen Publikums folgten, beispielsweise das 1899 entstandene Porträt der Präsidentengattin Frances Cleveland. In Schweden gehörte das 1909 geschaffene Porträt der Königin Sophia zu seinen bedeutenden Bildnissen. Typisch für Zorns Porträts aus der Oberschicht ist eine „dramatische Lichtregie“, die für diese Art von Bildnissen bei anderen Malern eher unüblich war.

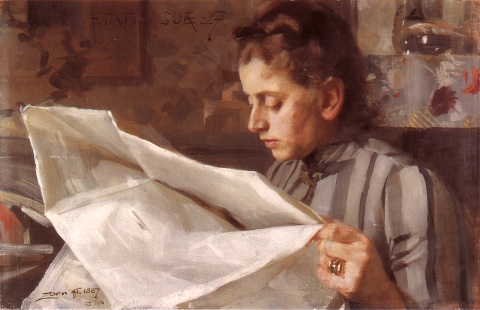
Anders Zorn: Emma Zorn, lesend, 1887
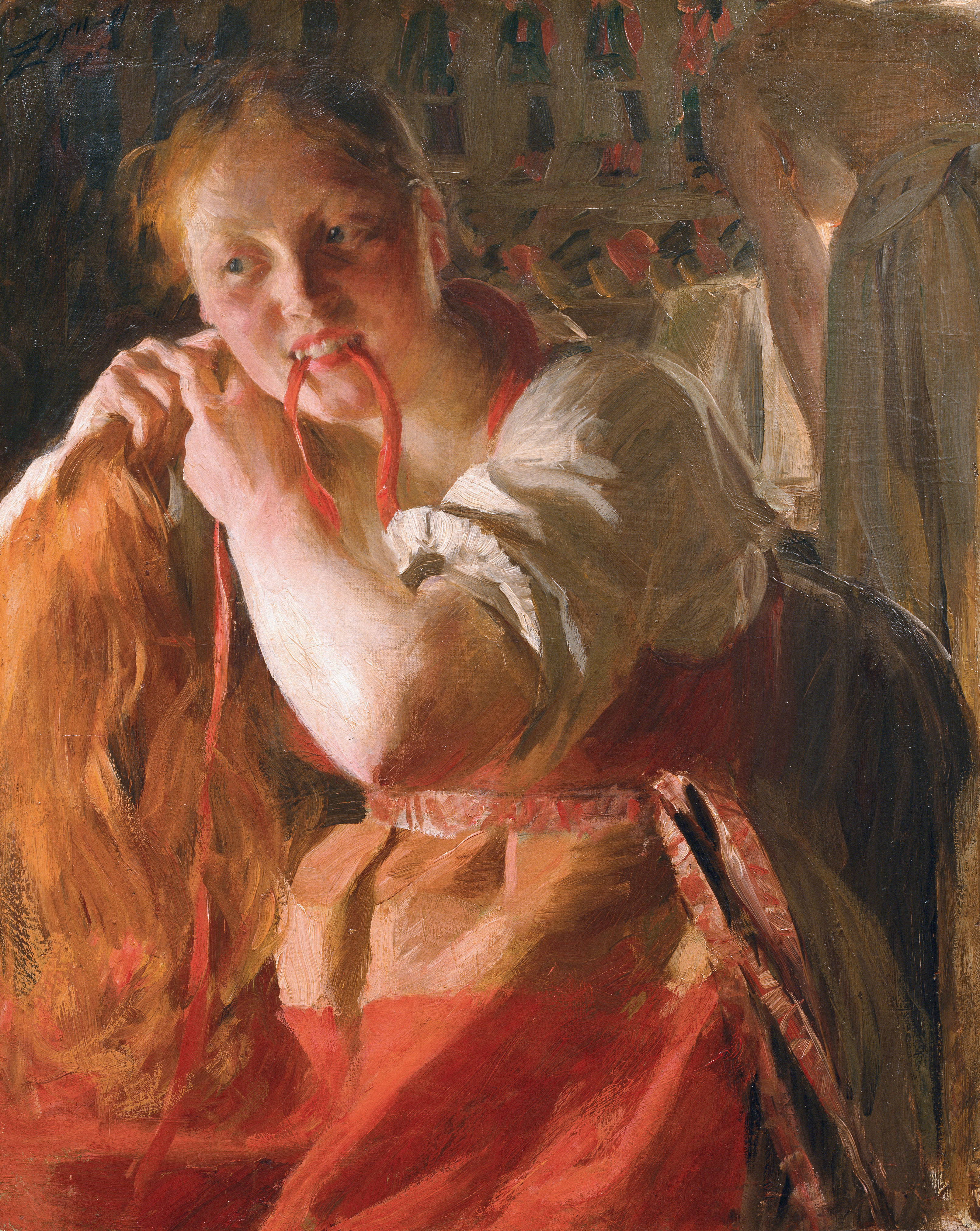
Anders Zorn: Margit, 1891
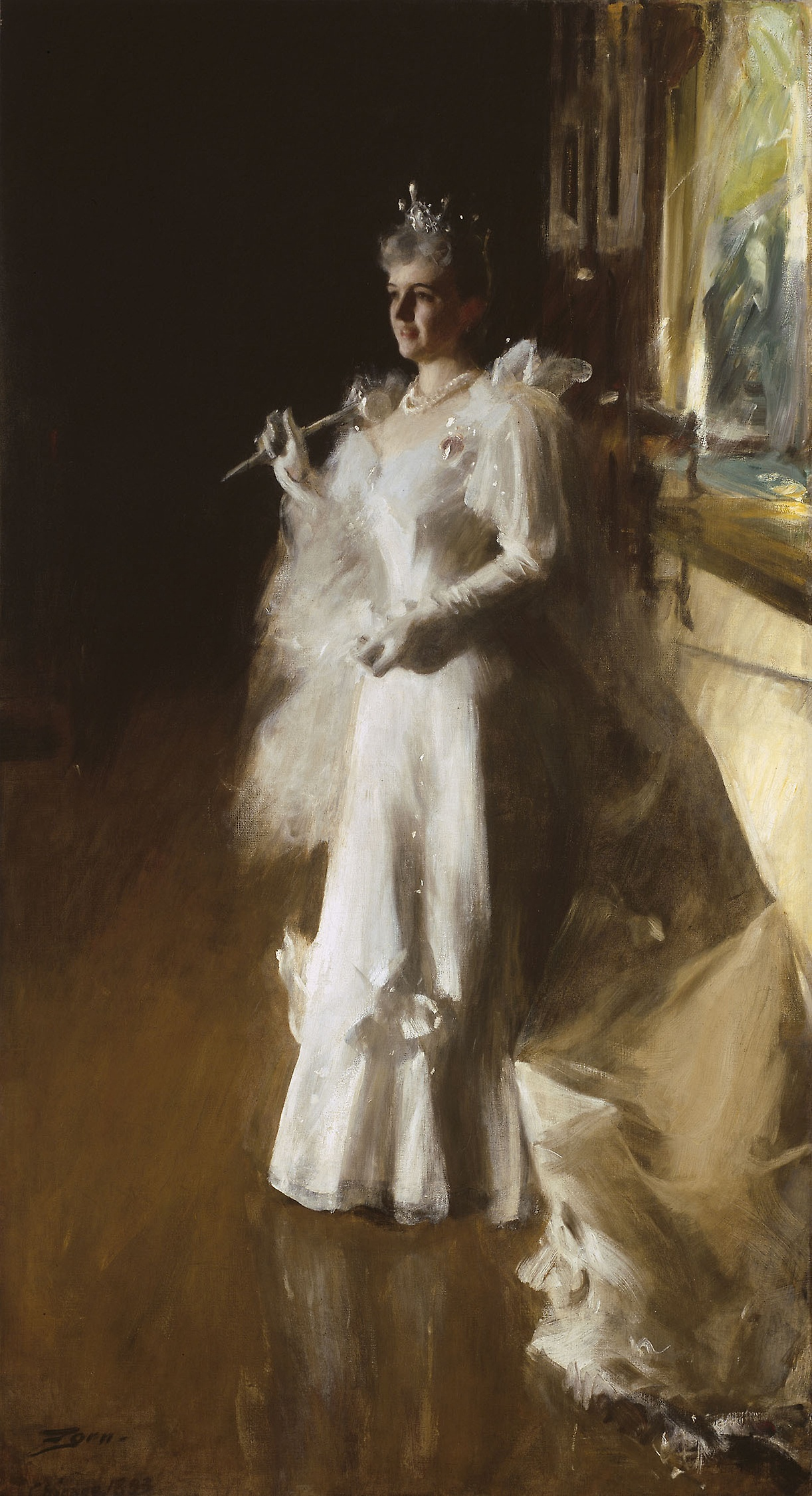
Anders Zorn: Mrs. Potter Palmer, 1893
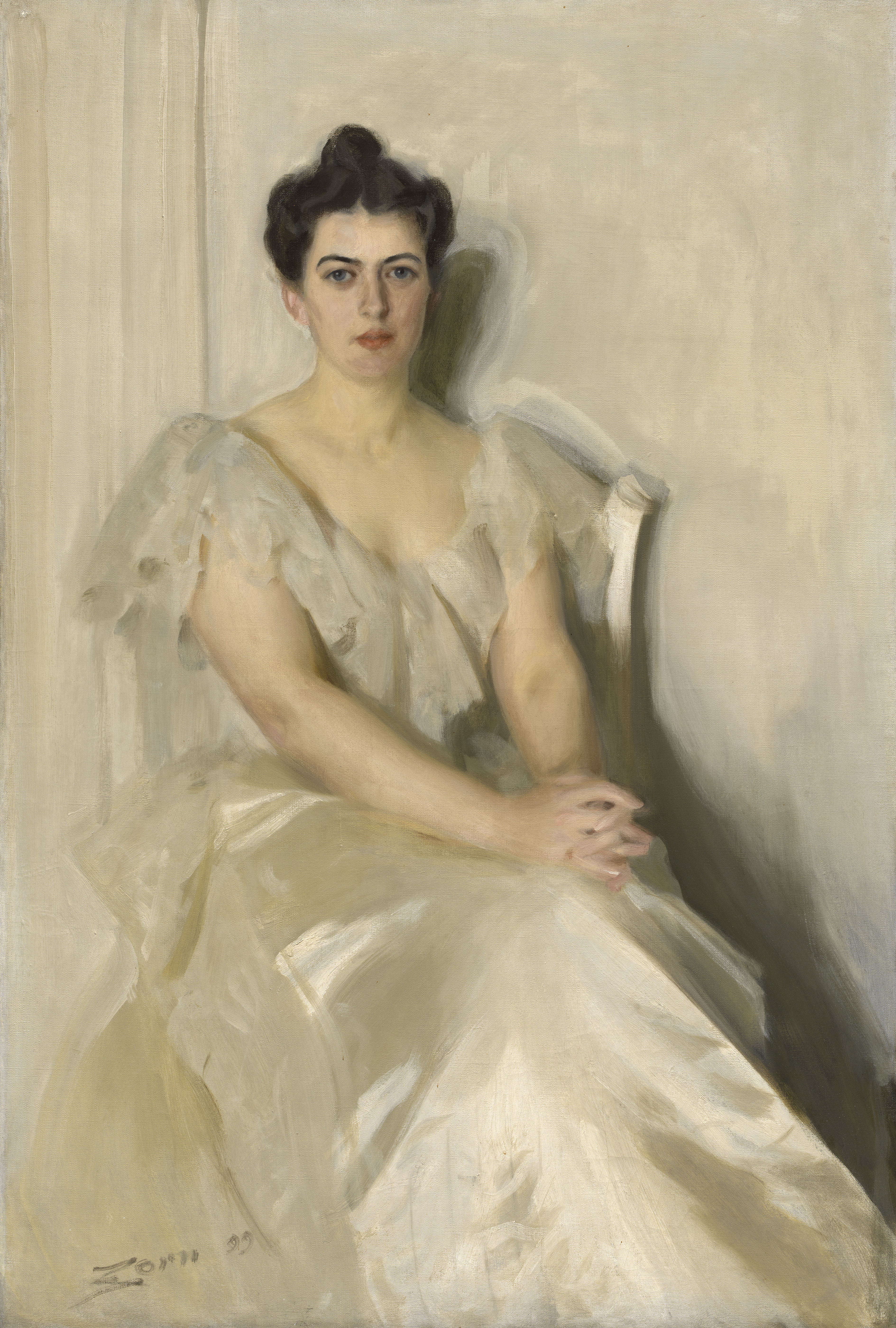
Anders Zorn: Frances Folsom Cleveland, 1899
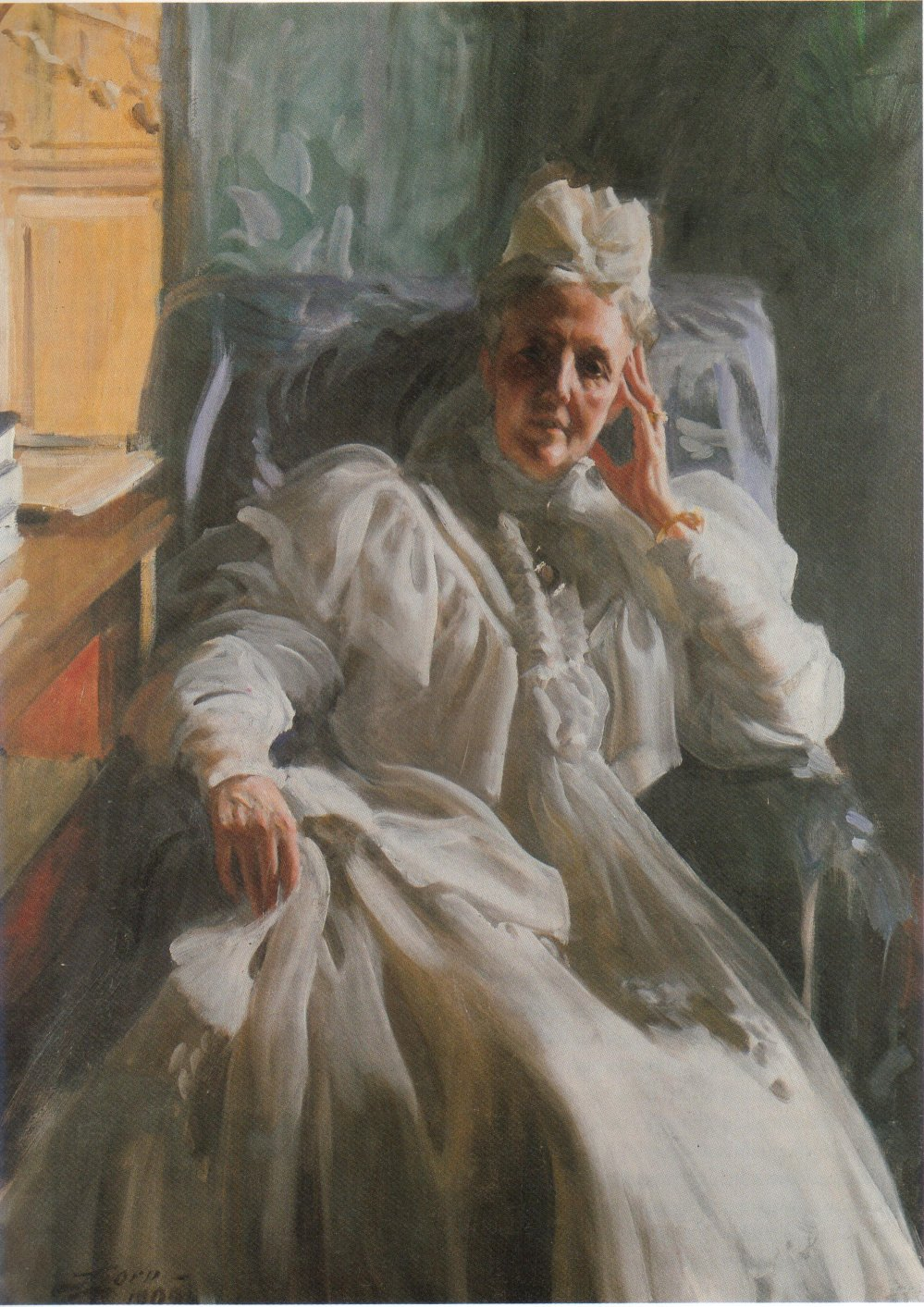
Anders Zorn: Königin Sophia, 1909

## Provenienz
Zorn schickte das Gemälde Maja kurz nach Fertigstellung im Frühjahr 1900 zur zweiten Ausstellung der Berliner Secession, an der erstmals auch ausländische Künstler teilnehmen konnten. Zorn war in Berlin ein anerkannter Künstler und hatte bereits 1894 das Gemälde Sommerabend an die Nationalgalerie verkaufen können. Der mit dem Maler befreundete Max Liebermann setzte sich sehr für Zorns Maja ein und teilte dem Dresdner Museumsdirektor Max Lehrs mit, das Bild stünde zum Verkauf. In seinem Brief an Lehrs urteilte Liebermann: „Ich halte dieses Porträt für eines der schönsten, das er je gemalt hat. Und dazu als Gegenstand so famos.“ Zu diesem Ankauf kam es jedoch nicht. Stattdessen erwarb der Berliner Bankier Felix Koenigs das Gemälde. Nachdem Koenigs wenige Monate später verstarb, übergaben die Erben 1901 seine Sammlung mit Werken zeitgenössischer Kunst, darunter auch Zorns Maja, als Geschenk an die Nationalgalerie in Berlin.